# Huset Anubis
Huset Anubis (Het huis Anubis) är en belgisk/nederländsk tv-serie som visas på Nickelodeon.
Serien består av sju säsonger om totalt 404 tolvminutersavsnitt, som i Nederländerna visades mellan september 2006 och december 2009. De sju säsongerna är i Nederländerna indelade i 4 delar (säsongerna 1–2 är tvådelade, medan säsong 3-6 utgörs av en del). 7 mars 2011 började svenska Nickelodeon sända säsong 2B (avsnitt 175–234, i Sverige kallat säsong 4). Säsong 3A (avsnitt 235 och framåt) började visas 12 september 2011.
I mars 2010 började nederländska/belgiska Nickelodeon sända en spin-off till serien, Het Huis Anubis en de Vijf van het Magische Zwaard (ungefär "Huset Anubis och de fem med det magiska svärdet"). Denna serie har helt nya rollfigurer och en ny story, men utspelar sig i samma hus med samma mystik. Om den kommer sändas på svenska Nickelodeon finns det ingen information om.
Originalserien visas i Nederländerna, Belgien, Mexiko, Danmark och Sverige (och dubbas i de tre sistnämnda länderna). Tyskland har spelat in en egen version av serien, Das Haus Anubis, med egna skådespelare. Även amerikanska Nickelodeon har spelat in en egen version, House of Anubis, som hade premiär 1 januari 2011.

## Film och teater
Serien har även legat till grund för tre filmer och två teateruppsättningar eller musikaler, där skådespelare från olika säsonger medverkar.

### Filmer
- Anubis och de sju dödssyndernas väg (Anubis en Het Pad der 7 Zonden.)
- Anubis och Arghus hämnd (Anubis en de Wraak van Arghus.)
- Huset Anubis och Sibunas återkomst. (Het Huis Anubis en de terugkeer van Sibuna!)

### Teaterföreställningar
- Anubis och den eviga vänskapens Gral. (Anubis en de Graal van de Eeuwige Vriendschapn.)
- Anubis och legenden om spökteatern. (Anubis en de Legende van het Spooktheater.)

## Skådespelare och svenska röster
| Roll                                | Skådespelare                 | Svensk röst                                           |
| ----------------------------------- | ---------------------------- | ----------------------------------------------------- |
| Nina (Nienke)                       | Loek Beernink                | Annika Barklund                                       |
| Fabian                              | Lucien van Geffen            | Oliver Åberg                                          |
| Amber                               | Iris Hesseling               | Linda Santiago                                        |
| Abbe (Appie)                        | Achmed Akkabi & Kevin Wekker | Gabriel Odenhammar säsong 1-2. Lucas Krüger säsong 3- |
| Johan (Jeroen)                      | Sven De Wijn                 | Nick Atkinson                                         |
| Mick                                | Vincent Banic                | Tom Ljungman                                          |
| Patricia                            | Vreneli van Helbergen        | Claudia Galli                                         |
| Joyce                               | Marieke Westenenk            | Norea Sjöquist                                        |
| Nora (Noa)                          | Gamze Tazim                  | Amanda Krüger                                         |
| Maja (Mara)                         | Liliana de Vries             | Marie Serneholt                                       |
| Victor Emanuel Rodenmaar Junior     | Walter Crommelin             | Johan Hedenberg                                       |
| Victor Emanuel Rodenmaar Senior     | Walter Crommelin             | Johan Hedenberg                                       |
| Arvid von Swieten (Ari van Swieten) | Ton Feil                     | Claes Ljungmark                                       |
| Ellie                               | Ingeborg Ansing              | Sanna Ekman                                           |
| Trudie                              | Magda Cnudde                 | Nina Nelson                                           |
| Robbie                              | Sander van Amsterdam         | Oliver Åberg säsong 1-2. Nick Atkinson säsong 3-      |
| Jimmy                               | Robert van Laar'             | Jonas Bane                                            |
| Rufus                               | Just Meijer                  | Mattias Knave                                         |
| Zeno                                | Hero Muller                  | Claes Ljungmark                                       |
| Farmor Irene Martens                | Roelie Westerbeek            | Ewa Fröling                                           |
| Farbror Pierre Marrant              | René Retèl                   | Hans Wahlgren                                         |
| Wolf                                | Hugo Metsers                 | Mattias Knave                                         |
| Vera                                | Elle Van Rijn                | Susanne Barklund                                      |
| Jason                               | Curt Fortin                  | Leo Hallerstam                                        |
| Mo                                  | Mohammed Azaay               | Leo Hallerstam                                        |